# Ussólie-Sibírskoie
Ussólie-Sibírskoie (en rus Усолье-Сибирское) és una ciutat de l'óblast d'Irkutsk, a Rússia. Es troba al sud de Sibèria, a 27 km al nord-oest d'Angarsk, a 61 km al nord-oest d'Irkutsk i a 4.140 km a l'est de Moscou.
Té l'estatus de ciutat des del 1925 i és el primer distribuïdor de sal a Rússia d'ençà el 1956.